# Каменский поселковый совет
Каменский (до 2016 года — Ку́йбышевский) поселковый совет (укр. Кам'янська селищна рада) — входит в состав Пологовского района Запорожской области
Украины.
Административный центр поселкового совета находился в пгт Каменка (укр. Кам'янка).

## История
- 1920-е (?) - дата создания сельского совета.
- 1957 — дата образования Куйбышевского поселкового совета после первого присвоения Куйбышево статуса пгт.

## Населённые пункты совета
- пгт Каменка[1][2] (до 2016 — Ку́йбышево).
- с. Грузское
- с. Дубовое
- с. Трудово́е
- с. Черво́ное О́зеро

## Ликвидированные населённые пункты совета
- с. Широ́кое